# Freikorps Oberland
Freikorps Oberland – wywodząca się z Bawarii, ochotnicza, niemiecka formacja paramilitarna.

## Historia i działalność

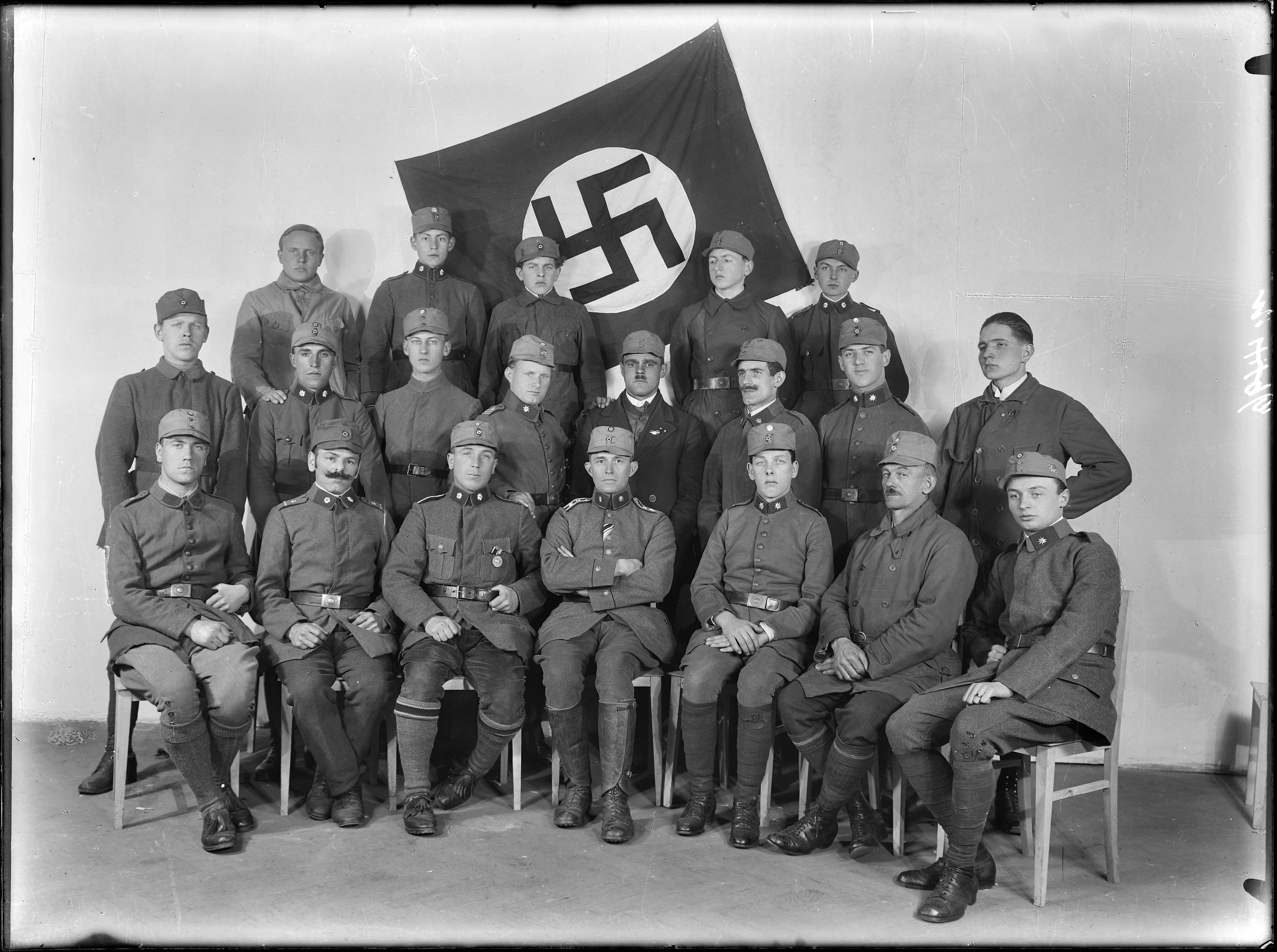
Grupa 20 SA-Mannów, byłych członków Bund Oberland. Widoczny emblemat szarotki alpejskiej na umundurowaniu. Monachium, ok. 1925 r.

Freikorps Oberland utworzony został w kwietniu 1919 r. w Bawarii. Wstępujący doń ochotnicy używali specjalnej odznaki, szarotki alpejskiej (niem. Edelweiss), umieszczonej na sztandarze i na czapkach. Nazwa oddziału pochodziła od regionu leżącego na pogórzu alpejskim na południu Bawarii, tzw. Górnej Bawarii (niem. Bayerisches Oberland). Początkowo składał się z dwóch batalionów piechoty i półtora baterii artylerii licząc około 1050 osób. W czerwcu 1919 r. sformowano przy nim kompanię rezerwy, którą następnie rozbudowano do rozmiarów batalionu. Freikorps Oberland uczestniczył w tłumieniu Bawarskiej Republiki Rad (kwiecień-maj 1919 r.), po czym w tłumieniu rozruchów w Zagłębiu Ruhry. Pod koniec 1919 r. Freikorps Oberland oficjalnie rozwiązano, ponieważ państwa sprzymierzone zażądały od Niemiec likwidacji oddziałów ochotniczych, kontynuował on jednak działalność w konspiracji. Poszczególne jego pododdziały weszły w skład Organizacji Escherich (niem. Organisation Escherich). Reaktywowany w 1921 r. Freikorps Oberland, pod dowództwem mjr. Ernsta Horadama był największym niemieckim oddziałem ochotniczym walczącym w ramach Selbstschutz Oberschlesien w III powstaniu śląskim. W czerwcu 1921 r. oddział liczył około 2 tys. ludzi, składał się z trzech batalionów. W skład 1. batalionu wchodziła 60-osobowa grupa szturmowa. Korpus był dobrze wyposażony w broń i inny sprzęt wojskowy oraz dysponował artylerią polową. Pododdziały Oberlandu uczestniczyły w walkach pod Górą Świętej Anny. Bawarczyków z Freikorps Oberland cechowały brutalność i okrucieństwo wobec jeńców i polskiej ludności cywilnej – np. podczas walk o Kalinów, gdzie spośród 38 poległych tam powstańców z kompanii Mikulczyce (Pułk Zabrzański), większość została zamordowana po wzięciu do niewoli.

Dnia 3.6.21 r. wyruszyliśmy z naszą kompanią na front pod Krasową, pow. kozielski. Dnia 4.6.21 r. zostaliśmy przez Niemców zabrani. Najpierw odtransportowano nas do Leśnicy, tam nam poodbierano pieniądze, zegarki i zdarto z nas ubranie i pozostawiwszy nas w kalesonach i koszuli tam zostaliśmy pierwszy raz przez zielonych obici, wyzywano nas w okropny sposób, zarzucano nam, że tylko w czarną k...ę z Częstochowy wierzymy. Następnego dnia odprowadzono nas do Krappitz. Dwóch z naszego transportu, który się składał z 120 ludzi, zostali w Krappitz przez Bawarczyków nożami zażgani. Nas tam również obito i tak było na każdej stacji dworcowej, gdzie nas zatrzymywano i przez osoby cywilne obijano. (...) Z Krappitz wyprowadzono nas do obozu jeńców w Kottbus i przez tą całą podróż byliśmy bez ustanku obijani a wciąż nam zarzucano, co nasz Korfanty robi. Grożono nam, że zostaniemy zastrzeleni, jeżeli nie wyzdradzimy, gdzie Polacy mają magazyny  z bronią i amunicją. (...)
W Kottbus znajdowało się około 800 ludzi, pomiędzy nimi kobiety, dziewczyny i jeden 80-letni niewidomy starzec, któremu zarzucano, że jest szpiegiem. W okropny sposób się znęcano nad jednym Walerczykiem, który się dostał w ich niewolę, jednemu 17-letniemu chłopakowi z Król - Huty zostało na ręce w dwóch miejscach wypalone „Pole”. 
W Leśnicy trafiło nas kilku znajomych z Lipin, którzy się znajdują przy niemieckich sztosstrupplerach (...) i ci nam wygrażali, że w przeciągu paru dni opanują cały Górny Śląsk i wszystko co polskie od najmniejszego zostanie wybite a ostatecznie rzucą się na Francuzów.

O dobiciu kilkunastu wziętych do niewoli ciężko rannych powstańców, podczas zmagań o Oleszkę, którą w toku zaciętych walk 21 maja 1921 r. zajął 2. Batalion Freikorps Oberland pod dowództwem kpt. Friedricha-Wilhelma von Chappuisa, wzmiankuje w swoich wspomnieniach kpt. Jan Keller.
Szczególne uwarunkowania społeczno-polityczne, osobiste doświadczenia i poglądy niemieckich uczestników walk przeciwko powstańcom śląskim wytworzyły szczególny, dominujący typ psychiczny w ich szeregach: kult siły, pogardzanie słabszymi, brutalny stosunek do pokonanych, stąd zbrodnie i nadużycia popełniane na jeńcach wojennych i ludności cywilnej. Większość tych najbardziej drastycznych obciąża bawarski korpus Oberland. Postawę Bawarczyków, znacząco odmienną od powstańców śląskich, bardzo krytycznie ocenił zakonnik Kolumban Sobota z klasztoru o. franciszkanów na Górze Św. Anny, zarzucając im, choć głównie katolikom, nieuszanowanie miejsca kultu, nieograniczone roszczenia i lekceważący stosunek do tubylców przy własnym przekonaniu o roli zbawców niemieckiego Śląska.  
Po zakończeniu III powstania śląskiego większość jego członków wróciła do Bawarii, na Śląsku pozostały jednak zwarte grupy Bawarczyków, które tworzyły tzw. „wspólnoty pracy” (niem. Arbeitsgemeinschaften). Ich członkowie nadal pozostawali podporządkowani swoim dowódcom, oficjalnie będąc zatrudnionymi w majątkach obszarniczych i zakładach przemysłowych. Na Śląsku Opolskim funkcjonowały wywodzące się z Freikorps Oberland bojówki szpiegowsko-dywersyjne, które przenikały na teren Polski. Jedną z najgroźniejszych bojówek była tzw. Nachrichtenzentrale des Freikorps Oberland, kierowana z Białej Nyskiej przez doc. dra Arnolda Rudego. Pod koniec 1921 r. utworzony został Bund Oberland, nowa organizacja paramilitarna, kontynuująca tradycje Freikorps Oberland. Znaczna ilość zabójstw politycznych popełnionych na Śląsku w latach 1921–1922 dokonana została przez członków Oberlandu. Śląskim oddziałem Bund Oberland kierował sztygar Alfred Mildner z Bytomia, rzecznik współpracy z nazistami.

## Znani członkowie
- Josef „Sepp” Dietrich, SS-Oberstgruppenführer i generał pułkownik Waffen-SS[8]
- Karl Gebhardt, osobisty lekarz Heinricha Himmlera, SS-Gruppenführer[9]
- Richard Hildebrandt, zwierzchnik Głównego Urzędu Rasy i Osadnictwa SS, SS-Obergruppenführer[10]
- Heinrich Himmler, Reichsführer-SS[11]
- Max Koegel, komendant obozów Ravensbrück, Majdanek i Flossenburg,  SS-Obersturmbannführer[12]
- Heinz Reinefarth, SS-Gruppenführer i Generalleutnant der Waffen-SS, współodpowiedzialny za stłumienie powstania warszawskiego[potrzebny przypis]